# Vaccinium chengiae
Vaccinium chengiae är en ljungväxtart som beskrevs av Fang. Vaccinium chengiae ingår i Blåbärssläktet, och familjen ljungväxter. Utöver nominatformen finns också underarten V. c. pilosum.